# 胞移作用
胞移作用（英語：Transcytosis）是指大分子通过囊泡转运机制穿越细胞内部的整个过程。具体表现为：大分子在细胞膜一侧被内吞形成囊泡，囊泡经细胞内运输后，在另一侧细胞膜表面通过胞吐作用释放到细胞外空间。這些大分子包含抗體中的IgA、運鐵蛋白以及胰島素。最常發生胞移作用的細胞是上皮細胞，但其他組織的細胞諸如血管中的微血管就經常被提及；其他可以看到此一現象的組織有神經細胞、蝕骨細胞、小腸中的微皺細胞

## 調控
胞移作用在不同的組織中變化甚大，許多組織的胞移作用的特殊點被標示出來。布雷非德菌素A通常被用來當作內質網到高爾基體之囊狀小泡的阻斷劑，最先在狗的腎臟細胞中在發現自然界中的胞移作用。另外在表層細胞膜上可以發現RAB17、RAB11A'

## 外部連結
- Macromolecules Can Be Transferred Across Epithelial Cell Sheets by Transcytosis （页面存档备份，存于）
- Transcytosis of IgA （页面存档备份，存于）
- Transcytosis of bacteria